# Szepligetella similata
Szepligetella similata är en stekelart som först beskrevs av Gyöö Viktor Szépligeti 1903.  Szepligetella similata ingår i släktet Szepligetella och familjen hungersteklar. Inga underarter finns listade i Catalogue of Life.